# Ferdinando Bassi
Ferdinando Bassi (Bologna, 1710 – 1774) è stato un botanico italiano.

## Biografia
La sua vita orbitò sempre attorno allo Studio Bolognese. All'Orto botanico di Bologna ricoprì l'incarico di primo Prefetto della sezione riguardante le piante rare ed esotiche dal 1763 al 1774, anno della sua scomparsa. Si occupò di tutti gli aspetti delle scienze: dalla Fisica alla Chimica fino alla Paleontologia, senza tralasciare ovviamente la Botanica. Compì diversi viaggi per raccogliere nuove piante e se ne fece inviare numerose; intrattenne, inoltre, rapporti epistolari con alcuni scienziati dell'epoca, fra i quali va citato Linneo, col quale ebbe anche un documentato scambio di materiali.